# Під ігом (фільм, 1952)
«Під ігом» (болг. Под игото)— болгарський художній фільм (історичний, драматичний) 1952 року режисера Дако Даковскі. Сценарій написаний Георгіем Кранцовим і Павлом Спасовим за мотивами роману Івана Вазова «Під ігом». Оператор Бончо Карастоянов. Художники: Георгій Попов і Стоян Сотіров. Музику до фільму написав Філіп Кутєв.
Головні ролі виконують Мирослав Міндов, Лілі Попіванова, Петко Карлуковскі, Василь Кірков.
Фільм є першою масштабною постановкою державного болгарського кінематографа, за нього режисер отримав Дімітровську премію.

## Сюжет
Дія відбувається у 1875-1876 роках у кількох поселеннях Підбалкану, регіону, який брав активну участь у Квітневому повстанні. Після втечі з Діярбекіра до містечка Біла Церква повертається Іван Краліча (роль Мирослава Міндова), якого трохи пізніше призначають учителем під ім'ям Бойчо Огнянов. Його перша поява на публіці під час публічного іспиту, де студенти Ради Госпожиної (Лілія Попіванова) стурбовані заплутаними питаннями звивистого Кир’яка Стефчева (Ганчо Ганчев) – Огнянов втручається і допомагає дівчатам.
Лікар Соколов (Василь Кірков) і Огнянов організовують народ у таємний комітет для підняття повстання. Представник Клісури Борімечка (Петко Карлуковський) зустрічається з Огняновим і обіцяє йому підтримку. Від Кир'яка Стефчова довідалися турки, що Огнянов — Іван Кралича. Вони йдуть арештовувати його в церкву, звідки під час служби він тікає за допомогою сліпого Кольчо (Костянтин Кісімов).
У діда Стойкова в Клісурі веселяться служниці та холостяки. Тоді ж у підвалі Огнянов оголосив дату повстання. Підготовка до повстання йде повним ходом. Рада і Бойчо дають клятву в коханні. Зрада вчинена, і повстання спалахує рано. Горить Клісура і Біла Церква. Повстання було жорстоко придушене. Росія оголошує війну Туреччині і російські війська разом з болгарським ополченням звільняють Болгарію. Народ захоплено вітає переможців і святкує довгоочікувану свободу.

## Творці
- Режисер Дако Даковскі
- Сценарій Павла Спасова, Георгій Кранзов
- Оператор Бончо Карастоянов
- Музика Заслужений артист Філіп Кутєв
- Звукооператор Дімітар Стефанов
- Художники Георгій Попов, Стоян Сотіров
- Другий режисер Продан Ортодоксієв
- Другий оператор Костянтин Янакієв
- Асистент режисера Олександр Благоєв
- Асистент оператора Емануїл Пангелов
- Під редакцією Каті Васильєвої
- Макіяж Анатолія Іванова, Ценко Бояджиєв
- Музику виконує оркестр Софійської державної філармонії
- Директор:Василь Стефанов
- Пісні виконують Державний ансамбль пісні і танцю ім

та радіохор
- Художній керівник студії Слав Славов
- Консультанти: полковник Йоно Мітев, майор Борис Чолпанов
- Режисер-постановник Олександр Христов

## Відмінності від книги
Сценаристи Георгій Краньзов і Павло Спасов вільно підходять до тексту роману і додають або прибирають суттєві елементи оповіді, щоб посилити героїчний пафос фільму та вплести в сюжет сприятливі моменти для пропаганди режиму. Сцени смерті Бойчо Огнянова та Ради Госпожиної були вилучені, а кінцівку з повішенням Мунчо замінено на захоплене вітання російських військ під час російсько-турецької війни. Сам Огнянов представлений як представник Центрального ревкому. Додано нові сцени мобілізації башибозу та масових битв.
Сценарій фільму вставляє в сюжет відсутні в романі елементи, які надають повстанню частково класового характеру, а чорбаджії представлені в значно негативнішому світлі. Були додані сцени, що демонструють антиєвропейські настрої серед болгар і підтримку європейцями османської влади, а Росію описували як єдиного союзника повстанців.